# Anolis kemptoni
Anolis kemptoni (аноліс Кемптона) — вид ігуаноподібних ящірок родини анолісових (Dactyloidae). Мешкає в Коста-Риці і Панамі.

## Поширення і екологія
Аноліси Кемптона мешкають на заході Панами та в сусідніх районах Коста-Рики. Вони живуть на узліссях хмарних лісів, на висоті від 1100 до 2000 м над рівнем моря. Ведуть напівдеревний спосіб життя, трапляються серед папоротей і кущів.